# 2.º Distrito Congressional de Nova Hampshire
O 2º Distrito Congressional de Nova Hampshire (em inglês:  New Hampshire's second congressional district) é um dos 2 Distritos Congressionais do Estado americano de Nova Hampshire. Reúne a totalidade dos condados de Cheshire, Sullivan, Coos e Grafton, a maior parte dos condados de Hillsborough e Merrimack, três cidades do condado de Rockingham (Atkinson, Salem, e Windham) e duas cidades do condado de Belknap (Sanbornton e Tilton).